# Nusa Tenggara Timur
Nusa Tenggara Timur är en provins i Indonesien. Den omfattar öarna Flores, Alor, Pulau Roti, Lomblen, Sumba, några mindre öar bland Små Sundaöarna (däribland Pamanaön som är den sydligaste platsen i världsdelen Asien) samt Västtimor. Provinsen uppgår till en yta av 49 852,14 km² och har 4 679 316 invånare.

## Administrativ indelning
Provinsen är indelad i 20 distrikt och 1 stad.
Distrikt (Kabupaten):
- Alor, Belu, Ende, Flores Timur, Kupang, Lembata, Manggarai, Manggarai Barat, Manggarai Timur, Nagekeo, Ngada, Rote Ndao, Sabu Raijua, Sikka, Sumba Barat, Sumba Barat Daya, Sumba Tengah, Sumba Timur, Timor Tengah Selatan, Timor Tengah Utara

Stad (Kota):
- Kupang